# Guillermo Muñoz Muñoz
Guillermo Muñoz Muñoz (San Felipe, Región de Valparaíso, Chile; 25 de enero de 1953-Valparaíso, Región de Valparaíso, Chile; 11 de abril de 2016) fue un futbolista chileno. Jugaba de delantero.

## Trayectoria
Formado en el fútbol amateur de San Felipe pasaría a fines de 1969 a la reserva del Santiago Wanderers llegando a ser parte del primer equipo en el Campeonato 1971 teniendo destacadas campañas durante dos temporadas y media. En medio de una gira del club porteño a España después de un partido frente al Osasuna sería observado por el Deportivo La Coruña siendo fichado por 250.000 dólares.
Tendría una regular campaña durante su primera temporada con el Dépor en la cual bajarían a la tercera categoría del fútbol español pero en la siguiente sería pieza clave en el inmediato ascenso llegando a tener el cariño de los hinchas. Para la temporada 1975/76 sufriría una lesión durante un entrenamiento que involucraría la rodilla, meniscos, rótula y ligamentos en momentos que incluso era observado por el Real Madrid no pudiendo volver a jugar por su club pese a que le renovarían el contrato.
Tras su paso por el fútbol español regresaría a Chile para tener fugaces pasos por Santiago Wanderers y Universidad Católica retirándose tempranamente en Unión San Felipe. Luego del retiro se dedicaría a entrenar de manera amateur.

## Selección nacional
Fue parte de la Selección de fútbol de Chile debutando en un partido amistoso frente a la Selección de fútbol de Haití en un amistoso disputado en Puerto Príncipe jugando los noventa minutos para después ser parte de las Eliminatorias de Conmebol para la Copa Mundial de Fútbol de 1974 donde lograría la clasificación a la Copa Mundial de Fútbol de 1974 que no llegaría a jugar.
Su único gol con "La Roja" lo convertiría en un amistoso frente a Bolivia en julio de 1973 para luego jugar su último partido como seleccionado frente a México en septiembre del mismo año completando un total de ocho partidos jugados.

### Participaciones en Eliminatorias Sudamericanas
| Eliminatorias               | País     | Resultado   | Posición  | Partidos | Goles |
| --------------------------- | -------- | ----------- | --------- | -------- | ----- |
| Eliminatorias Alemania 1974 | Alemania | Clasificado | Repechaje | 2        | 0     |

## Estadísticas

### Clubes
| Santiago Wanderers · Chile                  |               |               |    |    |    |    |    |    |    |      |    |
| 1ª                                          | 1971          | 25            | 5  | -- | -- | -- | -- | 25 | 5  | 0.20 |    |
| 1ª                                          | 1972          | 33            | 9  | -- | -- | -- | -- | 33 | 9  | 0.27 |    |
| 1ª                                          | 1973          | 6             | 3  | -- | -- | -- | -- | 6  | 3  | 0.50 |    |
| Total club                                  | Total club    | 64            | 17 | -- | -- | -- | -- | 64 | 17 | 0.26 |    |
| Deportivo La Coruña · España                |               |               |    |    |    |    |    |    |    |      |    |
| 2.ª                                         | 1973/74       | 28            | 5  | -- | -- | -- | -- | 28 | 5  | 0.17 |    |
| 3.ª                                         | 1974/75       | 38            | 16 | -- | -- | -- | -- | 38 | 16 | 0.42 |    |
| 2.ª                                         | 1975/76       | --            | -- | -- | -- | -- | -- | -- | -- | --   |    |
| 2.ª                                         | 1976/77       | --            | -- | -- | -- | -- | -- | -- | -- | --   |    |
| 2.ª                                         | 1977/78       | --            | -- | -- | -- | -- | -- | -- | -- | --   |    |
| Total club                                  | Total club    | 66            | 21 | -- | -- | -- | -- | 66 | 21 | 0.31 |    |
| Total carrera                               | Total carrera | Total carrera | -- | -- | -- | -- | -- | -- | -- | --   | -- |
| (1) No incluye goles en partidos amistosos. |               |               |    |    |    |    |    |    |    |      |    |

## Palmarés

### Títulos nacionales
| Título           | Club                | País   | Año     |
| ---------------- | ------------------- | ------ | ------- |
| Tercera División | Deportivo La Coruña | España | 1974/75 |